# Oiapoque
Oiapoque, amtlich portugiesisch Município de Oiapoque, ist eine Kleinstadt mit großem Gemeindegebiet im äußersten Norden Brasiliens im Bundesstaat Amapá. Die Bevölkerungszahl wurde 2022 auf 27.482 Einwohner geschätzt, die Oiapoquenser (oiapoquenses) genannt werden und auf einer Gemeindefläche von rund 23.034,4 km² leben, der zweitgrößten Fläche der 16 Munizipien des Bundesstaates. Wirtschaftlich bedeutend ist sie vor allem als Grenzstadt nach Französisch-Guayana, von dem die Stadt durch den Oiapoque-Fluss getrennt ist. Die Entfernung zur Hauptstadt Macapá beträgt 550 km.

## Geschichte
Obwohl die Region schon im 16. Jahrhundert von europäischen Seefahrern betreten wurde, war sie bis weit ins 19. Jahrhundert praktisch nur von den Waiãpi-Indianern besiedelt, aus deren Sprache auch der Name der Gemeinde stammt. Viel ist von dieser Epoche nicht bekannt, außer dass die erste Ortschaft auf dem Gebiet den Namen Martinica nach dem weißen Erstbesiedler Emile Martinic trug. 1907 errichtete die brasilianische Regierung im Gemeindegebiet eine Strafkolonie für politische Häftlinge, die Colônia Militar, die später in der bis heute bestehenden Militärbasis im Distrikt Clevelândia do Norte konzentriert wurde.
Erst am 23. Mai 1945 wurde die Gemeinde endgültig gegründet und die vorherige Zone aus dem Munizip Amapá, das zu dem Zeitpunkt Hauptstadt des neugegründeten Staates war, ausgegliedert.
In der geschichtlichen und geographischen Literatur erfuhr das Toponym zahlreiche Schreibvarianten, darunter Guayapoco, Hiapoco, Iapoc, Iapoco, Japoc, Japoco, Oiapoc, Ojapoc, Ouarypoco, Ouayapoco, Oujapoc, Ouyapoc, Ouiapok, Ouayapoco, Ouyapok, Oviapoc, Oyapoc, Oyapoco, Oyapock oder Oyapok.
Östlich des Hauptortes und stromaufwärts liegen die Indianerschutzgebiete Terra Indígena Galibi und Terra Indígena Uaçá (I und II) mit rund 7000 bzw. 470.000 Hektar, in denen die Festlandskariben Galibi de Oiapoque, Galibi-Marworno und Karipuna sowie die arawaksprechenden Palikur leben. Im Osten ist auch der Nationalpark Cabo Orange (Parque Nacional Cabo Orange) Teil des Gemeindegebiets. Südwestlich schließt sich der Nationalpark Tumucumaque an. Das Biom ist überwiegend tropischer Tieflandregenwald.

## Geographie
Umliegende Gemeinden sind Serra do Navio, Calçoene, Laranjal do Jari und Pedra Branca do Amapari sowie Saint-Georges und Camopi in Französisch-Guayana.

### Klima
Die Gemeinde hat tropisches Klima, Am nach der Klimaklassifikation nach Köppen und Geiger. Die Durchschnittstemperatur beträgt 25,9 °C. Die durchschnittliche Niederschlagsmenge liegt bei 3309 mm im Jahr.
Monatliche Durchschnittstemperaturen und -niederschläge für Oiapoque
|                   | Jan  | Feb  | Mär  | Apr  | Mai  | Jun  | Jul  | Aug  | Sep  | Okt  | Nov  | Dez  |   |      |
| Temperatur (°C)   | 25,4 | 25,0 | 25,7 | 25,6 | 25,8 | 25,8 | 26,0 | 26,4 | 26,5 | 26,5 | 26,3 | 25,7 | Ø | 25,9 |
| Niederschlag (mm) | 395  | 345  | 396  | 450  | 537  | 370  | 193  | 102  | 48   | 44   | 116  | 313  | Σ | 3309 |

## Verwaltungsgliederung
Die Gemeinde ist in den mit 2,43 km² flächenmäßig kleinen urbanen Hauptort Oiapoque und seit 1960 neben dem umliegenden Hauptortsdistrikt in zwei weitere Distrikte gegliedert: Clevelândia do Norte und Vila Velha. Im Vergleich ist dieser einzelne Munizip in etwa so groß wie das Bundesland Mecklenburg-Vorpommern.
Sie gehörte von 1989 bis 2017 zur geostatistischen Mesoregion des brasilianischen Statistikamtes Norte de Amapá und zur Mikroregion Oiapoque, zu der noch der Ort Calçoene gehörte.

## Stadtverwaltung
Stadtpräfektin ist seit der Kommunalwahl 2016 für die Amtszeit 2017 bis 2020 Maria Orlanda Marques Garcia von dem Partido da Social Democracia Brasileira (PSDB), die den Amtsvorgänger Miguel Caetano de Almeida vom Partido Socialista Brasileiro (PSB) ablöste.
Bei der Kommunalwahl in Brasilien 2020 gewann für die Amtszeit 2021 bis 2024 Breno do Miguel do Posto (PRTB) mit drei Stimmen Vorsprung vor der Bürgermeisterin Garcia (2962 Stimmen gegen 2959 Stimmen).
Die Legislative liegt bei einem elfköpfigen Stadtrat, zum Präsidenten für 2017 wurde José Nazareno Rodrigues, genannt Lobão, gewählt.

## Bevölkerung
Von den laut der Volkszählung 20.509 Einwohnern im Jahr 2010 lebten 8857 im ländlichen Raum und 13.852, rund 67,5 %, im urban bebauten Ortsbereich. Rund 36,7 % der Bevölkerung waren 2010 Kinder und Jugendliche bis 15 Jahre.
| Jahr | Einwohner |
| 1991 | 7.555     |
| 2000 | 12.886    |
| 2010 | 20.509    |
| 2022 | 27.482    |
| Hier fehlt eine Grafik, die leider im Moment aus technischen Gründen nicht angezeigt werden kann. Wir arbeiten daran! |           |

## Ethnische Zusammensetzung
Ethnische Gruppen nach der statistischen Einteilung des IBGE (Stand 2010 mit 20.509 Einwohnern):
| Gruppe    | Anteil (2010) | Anmerkung                        |
| --------- | ------------- | -------------------------------- |
| Brancos   | 3.114         | Weiße, Nachfahren von Europäern  |
| Pardos    | 10.490        | Mischrassige, Mulatten, Mestizen |
| Pretos    | 1.197         | Schwarze                         |
| Amarelos  | 150           | Asiaten                          |
| Indígenas | 5.557         | indigene Bevölkerung             |

## Wirtschaft und Infrastruktur
Die Wirtschaft der Stadt basiert auf der Landwirtschaft, insbesondere dem Anbau tropischer Pflanzen und der Viehzucht, der großteils illegal betriebenen Goldgewinnung und dem Handel mit dem zur EU gehörenden Französisch-Guayana.
Oiapoque ist über die BR-156 an das brasilianische Straßennetz angebunden, die jedoch bisher nicht vollständig asphaltiert ist. Vom Ort Saint-Georges-de-l’Oyapock auf der französischen Seite des Flusses ist es per Boot und seit 2017 auch mit der Brücke über den Oyapock erreichbar.
Da die Preise unter denen von Französisch-Guayana liegen, wurde insbesondere nach der Öffnung der Straße von Saint-Georges nach Régina 2004 die Stadt zu einem Einkaufszentrum für die Einwohner von Cayenne und anderen Städten des französischen Territoriums.

### Brücke über den Rio Oiapoque
Seit August 2011 besteht über eine Brücke die erste direkte Straßenverbindung zwischen Frankreich und Brasilien, die allerdings erst im März 2017 für den Fußgänger- und Autoverkehr freigegeben wurde. Zuvor gab es wegen Arbeiten an der Zufahrt und einer noch fehlenden Zollstation keine Verkehrsfreigabe. Es musste entweder mit Schiffen übergesetzt werden oder es war ein Umweg über Suriname und Guyana erforderlich. Für Französisch-Guayana bietet die Brücke ein großes Entwicklungspotenzial, da das Territorium, das bisher nur über kleine Häfen verfügt, so deutlich besser mit dem Hochseehafen von Santana verbunden sein wird, was insbesondere der mit dem ESA-Weltraumbahnhof Centre Spatial Guyanais in Kourou verbundenen Industrie zugutekommen wird.
Seit Fertigstellung der Brücke ist eine Straßenverbindung an der Nordostküste Südamerikas, unterbrochen durch zwei Fähren, bis nach Guyana vorhanden. In der im Jahre 2000 beschlossenen Guyana National Development Strategy 2001–2010 war vorgesehen, diese Straße nach Westen zu verlängern und Guyana und Venezuela durch eine Brücke über den Cuyuní zu verbinden. Aufgrund des Grenzstreits zwischen Guyana und Venezuela wird sich diese Absicht in absehbarer Zeit nicht verwirklichen lassen.

### Soziale Situation
Zu den Problemen der Stadt gehört die mangelhaft ausgebaute Infrastruktur, besonders die wegen schwerer Energiemanagementsprobleme in Amapá mangelhafte Versorgung mit elektrischer Energie, die 2006/2007 zu einem langen Ausfall der regulären Stromversorgung führten. Auch die Gesundheitsversorgung ist prekär. Ein weiteres Problem ist die illegale Prostitution, auch von Kindern und Jugendlichen.

### Durchschnittseinkommen und Lebensstandard
Das monatliche Durchschnittseinkommen betrug 2017 den Faktor 1,9 des brasilianischen Mindestlohns (Salário mínimo) von R$ 880,00 (für 2019 umgerechnet: rund 360 €).
Das Bruttosozialprodukt pro Kopf betrug 2016 14.199 R$.
Der Index der menschlichen Entwicklung für Städte, abgekürzt HDI (portugiesisch: IDH-M) lag 1991 beim niedrigen Wert von 0,388, im Jahr 2010 beim als mittelhoch eingestuften Wert von 0,658. Maßgeblich für den niedrigen Wert ist die fehlende Bildungsstruktur.
| HDI  | HDI  | HDI | HDI   | HDI    |
| ---- | ---- | --- | ----- | ------ |
| Jahr |      |     |       | Punkte |
| 1991 | 1991 |     | 0,388 | 0,388  |
| 2000 | 2000 |     | 0,537 | 0,537  |
| 2010 | 2010 |     | 0,658 | 0,658  |
|      |      |     |       |        |

### Analphabetenquote
Oiapoque hatte 1991 eine Analphabetenquote von 28,2 %, die sich bei der Volkszählung 2010 bereits auf 12,25 % reduziert hatte.
| Analphabetenquote | Analphabetenquote | Analphabetenquote | Analphabetenquote | Analphabetenquote |
| ----------------- | ----------------- | ----------------- | ----------------- | ----------------- |
| Jahr              |                   |                   |                   | Prozent           |
| 1991              | 1991              |                   | 28,20             | 28,20             |
| 2000              | 2000              |                   | 22,00             | 22,00             |
| 2010              | 2010              |                   | 12,25             | 12,25             |
|                   |                   |                   |                   |                   |

## Bilder

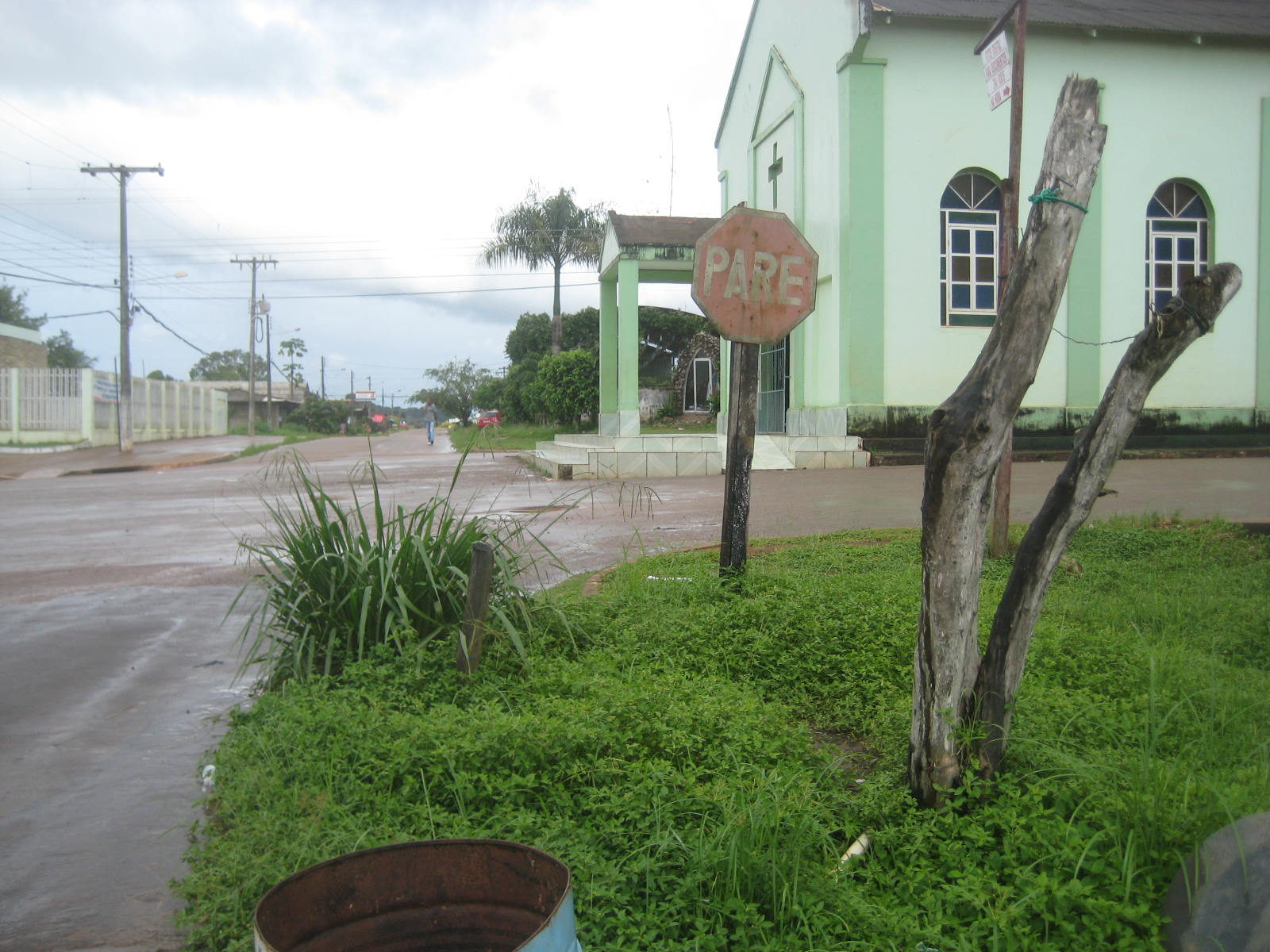
Kirche Igreja Nossa Senora das Graças (2010)
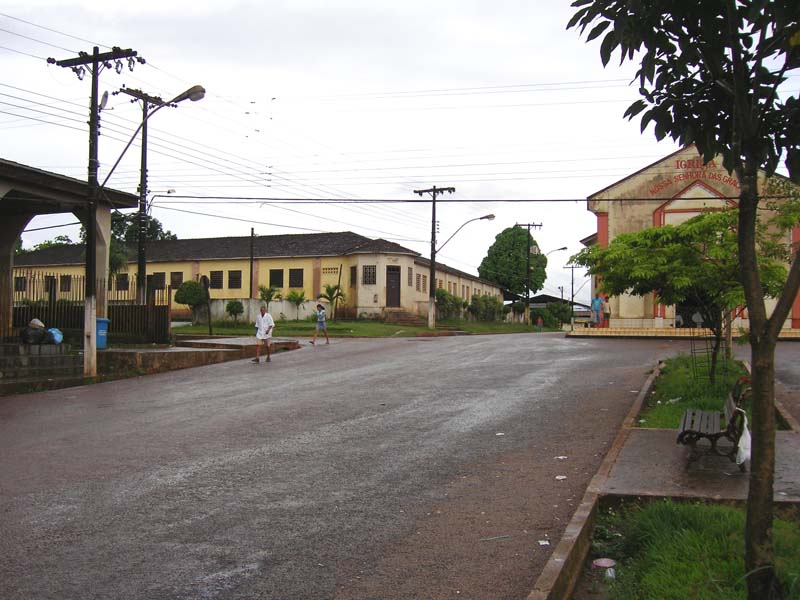
Straßenansicht, rechts Igreja Nossa Senora das Graças (2006)
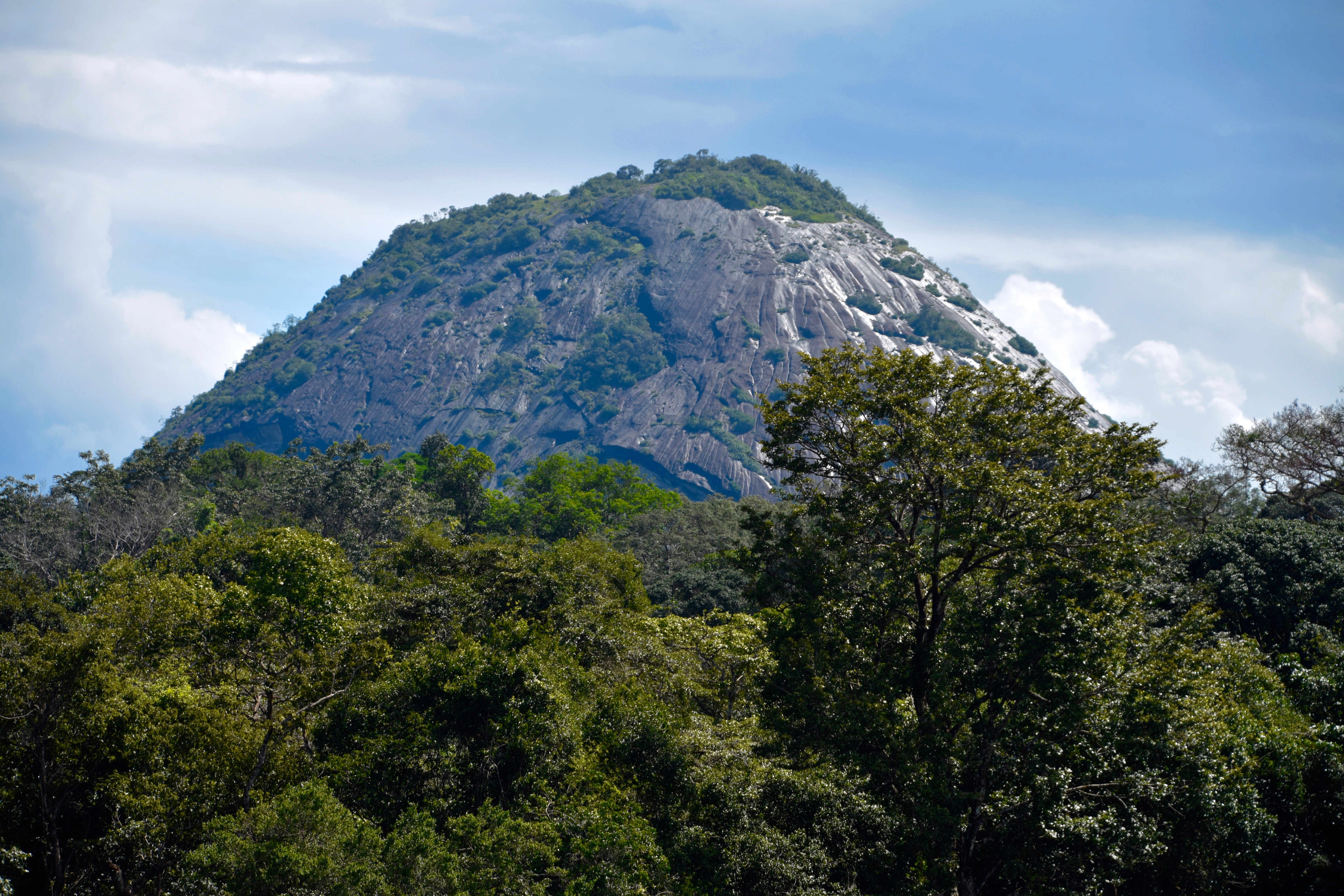
Monte Karupina im Indianerschutzgebiet Uaçá